# Javier Lazpiur
Lazpiur  Artabe est un nom espagnol. Le premier nom de famille, en général paternel, est Lazpiur ; le second, en général maternel, souvent omis, est Artabe.
Javier Lazpiur Artabe, né le 2 février 1970 à Bergara,, est un coureur cycliste espagnol.

## Biographie
Chez les amateurs, Jabier Lazpiur remporte notamment la Subida a Gorla en 1990. Il termine également deuxième d'une édition du Tour de Navarre. Après ses performances, il passe professionnel en 1991 au sein de la formation Banesto, où il évolue durant trois années. Il poursuit ensuite la compétition avec l'équipe Euskadi. Sa carrière cycliste prend fin à l'issue de la saison 1995. 

## Palmarès
- 1989
  - Pentekostes Saria
- 1990
  - Subida a Gorla
  - Mémorial Gervais
  - 2e du Tour de Navarre